# Bitva u Narvy (1700)
Bitva u Narvy byla jednou z prvních bitev v Severní válce a odehrála se v listopadu roku 1700. Švédská armáda vedená králem Karlem XII. porazila Ruskou armádu cara Petra Velikého díky skvělé taktice. Bitva u Narvy je považována za jedno z největších vítězství v historii Švédska.

## Bitva
30. listopadu 1700 (20. listopadu podle švédského kalendáře) 8140 mužů švédského vojska Karla XII. zaútočilo na ruskou armádu obléhající tehdy švédské město Narva. Švédské armádě přišlo na pomoc ještě asi 2500 mužů z města. Rusové měli velkou početní převahu, asi 37 000 mužů. Soudobé švédské zdroje uvádějí[zdroj?] 80 000-100 000 lidí v ruské armádě, což může být pravda, pokud počítáme i zásobování převážně civilisty, ženy vojáků a rodiny.
Švédskou armádu vedl samotný král za podpory generála Karla Gustava Rehnskiölda, a ruskou stranu vedl Charles Eugène de Croy. Car opustil armádu jen několik dní před bitvou.
Švédové zaútočili v poledne za podpory vánice, která metla sníh přímo do očí Rusů a prakticky je oslepila. Švédové prolomili ruské řady a ruské vojsko zpanikařilo. Ruská armáda byla omezena i potížemi s komunikací, neboť existovala velká jazyková bariéra mezi zahraničními veliteli a ruskými rolníky, kteří tvořili většinu ruské armády.
Švédové ztratili pouze 667 mužů, zatímco ruská armáda přišla včetně dezertérů asi o 7 000 mužů – zabitých, raněných, utonulých v Narvě, umrzlých a zemřelých hladem.
Zbytek ruské armády kapituloval a po odevzdání zbraní jim bylo poskytnuto ubytování. Švédové získali přes 20 000 mušket.

## Důsledky
Švédové vyhráli bitvu, ale ne válku. Naopak velká porážka přiměla Petra Velikého k velké reformě armády.
Ruská armáda byla poražena a Karel XII. se rozhodl postupovat proti Sasům u Rigy a Republice obou národů, i když druhý z nich žádal o mír. Král byl za toto rozhodnutí často kritizován, a žádalo se po něm, aby se vydal do Ruska. Avšak, kdyby tak učinil, nechal by si Sasy a Poláky v zádech, a ti by tak snadno mohli způsobit potíže ve švédském zásobování a komunikaci. Během následujících let Karel sesadil polského krále Augusta II. Tím však umožnil caru Petru Velikému postavit armádu, která nakonec porazila Švédy v bitvě u Poltavy a ukončila tak éru Švédska jako velmoci. V této pozici ho nahradilo Ruské impérium.